# Gernot Huber
Gernot Huber (* 11. Juli 1929 in Tübingen; † 27. Mai 2021) war ein deutscher Designer, Maler und Bildhauer.

## Leben
Huber wuchs als drittes von fünf Kindern des Arztes Theo Huber und seiner Ehefrau Susanne geb. Ruland in Pfäffingen bei Tübingen auf. In der Kepleroberschule in Tübingen wurde er 1942 für die Nationalpolitische Erziehungsanstalt (Napola) in Reichenau und Rottweil ausgewählt, in der sein Kunsterzieher Ibsch sein künstlerisches Talent entdeckte und förderte. Huber studierte nach dem Kriegsende von 1945 bis 1949 bei Erich Mönch in Tübingen Malerei und Lithografie. Mit dessen Unterstützung baute er 1946 unter dem Pfadfindernamen Otter die Pfadfinderschaft in Süd-Württemberg wieder auf, die sich auf Grund eines Dekrets der Französischen Militärregierung anfangs „Tübinger Bund“ nannte. Nach dem Abitur in Tübingen studierte er von 1949 bis 1953 bei den Professoren Georg Trump und Eduard Ege in München Grafik und Werbewissenschaft. Ab 1953 arbeitete er in Frankfurt am Main und Hamburg als Grafik-, Display- und Industrial-Designer für große europäische Firmen. In Hamburg, der Stadt, in der seine Vorfahren Rutger Ruland I.,II. und III. im 17. und 18. Jahrhundert als Syndici, Senatoren und Bürgermeister dienten, gründete er 1960 mit seiner Frau Gisela seine eigene Werbeagentur und Displayproduktion, die „Werbeforum Gernot Huber GmbH“ und entwickelte ab 1969 Corporate Identities in der ganzen Welt. 1970 wurde er als Gastdozent für Industrial Design an die Muthesius Kunsthochschule in Kiel berufen.
1990 wandte er sich ganz der Malerei und Bildhauerei zu und arbeitet seitdem für seine eigenen Skulpturenparks in Seevetal-Ramelsloh bei Hamburg sowie auf Teneriffa. In seiner Sammlung befinden sich Objekte von Michael Hischer, Bernward Frank, Christoph Böllinger, Siegfried Kreitner, Anne Katrin Grotepass, Guillermo Batista, Reinhard Brandner und Yves Rasch.
1997 gründete er mit seiner Frau Gisela die Gernot-Huber-Stiftung, in die die beiden Kunstparks eingebracht wurden. Seitdem unterstützt er durch Arbeitsstipendien den begabten künstlerischen Nachwuchs. Der deutsche Park enthält als Besonderheit ausschließlich kinetische Werke und wurde 1989 mit einem Kinetikkabinett erweitert, in dem die Bilder durch Schwarzlicht bewegt werden. Die Parks der Stiftungen enthalten neben den Werken des Stifters einige hundert Arbeiten von Künstlern aus aller Welt.
Nach dem Krebstod seiner Frau Gisela 2008 heiratete Huber 2010 Ina Huber-Stomberg, mit der er 2013 seine zweite Stiftung, die Fundación Canaria Gernot Huber auf Teneriffa gründete. Diese wurde im folgenden Jahr mit der Verleihung des Straßennamens Calle Gernot Huber geehrt.